# Protomarctus
Protomarctus — вимерлий одновидний рід підродини псових Borophaginae, що родом із Північної Америки. Вони жили в середньому міоцені 16.0–13.6 Ma. Це був псовий середнього розміру і більш м'ясоїдний, ніж попередні борофагіни.
Перший екземпляр був знайдений у кар'єрі Томсон, формація Шип-Крік, штат Небраска, у гемінфордському шарі. З тих пір екземпляри були знайдені в сучасному Колорадо, на заході до Каліфорнії та на південному заході до Нью-Мексико.